# Strzyża (struga)
Strzyża (kaszb.Strzëżô, niem. Strießbach) – struga przepływająca w całości w granicach administracyjnych Gdańska. Jest to ostatni przed ujściem lewostronny dopływ Martwej Wisły do morza. 
Językoznawcy wywodzą nazwę Strzyża od prasłowiańskiego słowa strig-ja odnoszącego się do nurtu rzeki. Wzmiankowana po raz pierwszy w 1188 jako Stricza, a w 1235 jako Striza. W 1945 otrzymał nazwę Bystrzec, od 1948 nosi obecną nazwę. W literaturze spotyka się również nazwę Brętowska Struga.
Głębokość Strzyży wynosi od 0,5 m do 1,5 m, zaś szerokość od 1,5 m do 7,5 m. Jest to ciek o małym spadku i sztucznie regulowanym odpływie. Strzyżę można uznać za ciek miejski, czyli taki który znajduje się w granicach administracyjnych miasta oraz którego znaczna powierzchnia zlewni jest silnie przekształcona przez człowieka. Posiada ona zasilanie gruntowo – deszczowo – śnieżne, wyrównany reżim z wezbraniem wiosennym.

## Przebieg

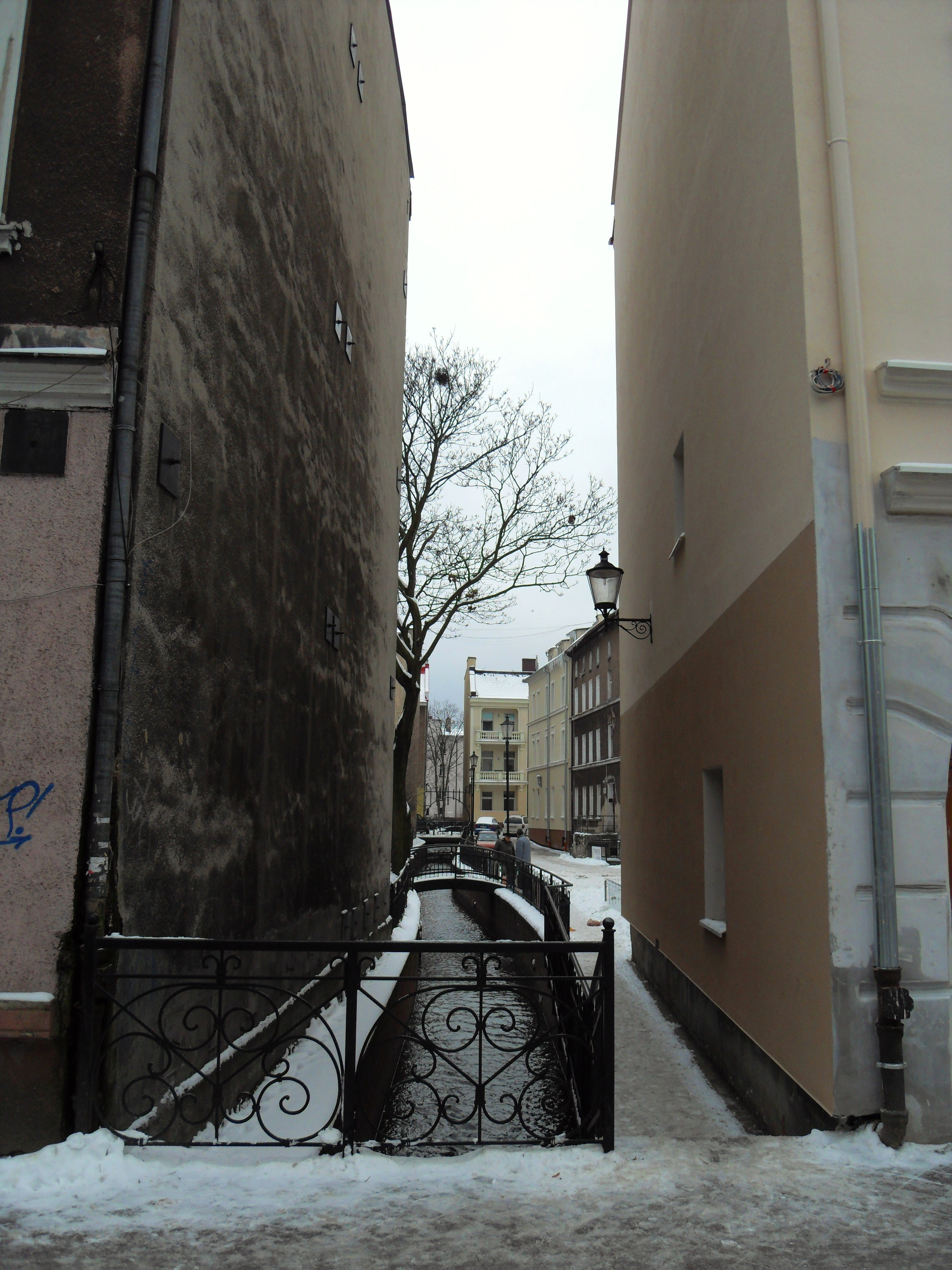
Strzyża pomiędzy kamienicami Wrzeszcza

Według Tomasza Larczyńskiego Strzyża ma dwa źródła – historyczne, dawniej najobfitsze, lecz częściowo zniszczone przez eksploatację cegielni, znajdujące się w Kokoszkach między posesjami Nowatorów 13 i 15 (54°21′50,1″N 18°29′35,6″E/54,363917 18,493222), oraz drugie, współcześnie dające najwięcej wody, które znajduje w Matarni, w lasku między ul. Okólną a Budowlanych, w wydzieleniu leśnym f-00/DB33 (54°22′02,2″N 18°29′40,3″E/54,367278 18,494528). Po przekroczeniu przepustem Obwodnicy Trójmiasta Strzyża przepływa w pobliżu zalesionych Wzgórz Migowskich (wzniesienia morenowe i przez rezerwat przyrody Lasy w Dolinie Strzyży). W tym miejscu tj. w górnym odcinku obecnego rezerwatu w latach 1920 – 1939 na Strzyży ustanowiony był ok. 1 km odcinek granicy między II RP i terytorium Wolnego Miasta Gdańska. Następnie Strzyża omija Migowo i płynie wzdłuż nasypu będącego pozostałością po linii kolejowej Gdańsk Wrzeszcz – Kokoszki – Stara Piła – Żukowo Zachodnie. Przed skrzyżowaniem ul. Potokowej z ul. J. Słowackiego zmienia kierunek, przecina przepustem nasyp Pomorskiej Kolei Metropolitalnej, przepływa przez Zbiornik retencyjny Srebrzysko, przecina przepustem wałowym Trasę Słowackiego i biegnie dalej na wschód wzdłuż ul. Słowackiego. W przeszłości na tym odcinku istniało około czterech stawów z młynami zbożowymi (czynne jeszcze w latach 40. XX wieku) i kuźnia srebra – pamięć zachowana w nazwie dzielnicy Srebrzysko i zajazdu "Srebrny Młyn".
Przepływając pod kilkupasmową, południową, jezdnią al. Grunwaldzkiej biegnąca w kierunku centrum miasta, Strzyża znika w tunelu i przepływa pod linią kolejową Gdańsk Główny – Wejherowo. Z tunelu wychodzi na wysokości ul. Nad Stawem, gdzie tworzyła w przeszłości Staw Browarny, będący ważnym elementem dawnego kompleksu parkowo-dworskiego Kuźniczki. Zbiornik w przeszłości był głównym źródłem pozyskiwania lodu dla celów technologicznych browaru gdańskiego oraz zabezpieczał w razie pożaru jego budynki. Pozyskiwany lód był następnie przechowywany w głębokich piwnicach browaru pod warstwą ochronną trocin – w lodowniach. Następnie potok omija od wschodu Park Kuźniczki i płynie dalej wąskim korytem równolegle do ul. Wajdeloty oraz pod mostkami starych, wrzeszczańskich uliczek, tworząc swoisty klimat starego Wrzeszcza. Po wpłynięciu pod ul. Waryńskiego tym samym po raz kolejny wpływa do tunelu i wypływa z niego w Parku Nad Strzyżą znajdującym się między dwiema ważnymi ulicami: ul. S. Wyspiańskiego (prowadzącej na Zaspę oraz Przymorze) i al. J. Hallera (prowadzącej w kierunku Brzeźna).
W dalszym biegu płynie wzdłuż ul. M. Reja i przepływając pod linią kolejową Gdańsk Główny – Gdańsk Nowy Port wkracza w dzielnicę przemysłową Młyniska. Płynie dalej wzdłuż ulicy Reja oraz jej przedłużenia, ulicy Swojskiej. Wpada lewobrzeżnie do Martwej Wisły pod mostem łączącym Składy z wyspą Ostrów.

### Położenie wg Regionalizacji fizycznogeograficznej
Strzyża znajduje się w trzech regionach fizycznogeograficznych. Kondracki na tych terenach wyróżnia mezoregiony: Pojezierze Kaszubskie (314.51), Pobrzeże Kaszubskie (313.51), Żuławy Wiślane (313.54). Na północnej granicy zlewni przebiega granica mezoregionu określanego jako Mierzeja Wiślana (313.53).

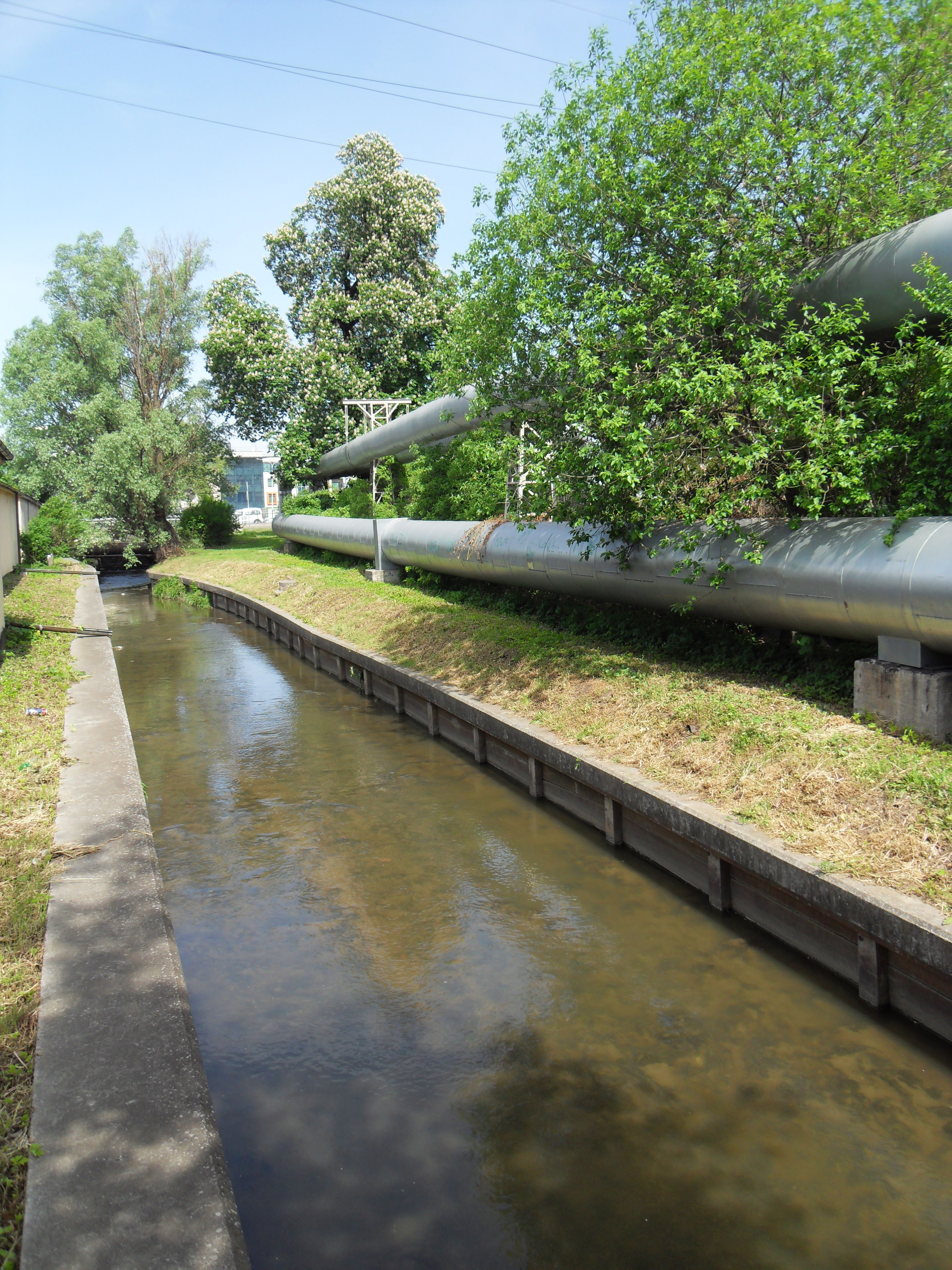
Strzyża przepływająca przez Młyniska

### Zmiana przebiegu potoku w rejonie Galerii Bałtyckiej
W związku z budową Galerii Bałtyckiej, zmieniono bieg Strzyży w okolicach tzw. wysepki na al. Grunwaldzkiej. Przed rozpoczęciem budowy Galerii Bałtyckiej, Strzyża biegła tunelem pod budynkami fabryki słodyczy Fazer. Obecnie struga skręca za południową jezdnią al. Grunwaldzkiej (w kierunku Wrzeszcza), przez krótki fragment płynie równolegle do linii tramwajowej, po czym przepływa pod jezdnią północną alei i "wciska się" między nieistniejący już budynek Hydrobudowy a Galerię Bałtycką.

## Zlewnia
Według hierarchizacji Graveliusa, zlewnia Strzyży jest zlewnią II rzędu. Zlewnia jest asymetryczna, co przejawia się tym, że najmniej rozwinięta sieć rzeczna występuje we wschodniej części zlewni. Część ta zasilana jest jedynie przez jeden większy dopływ – Potok Królewski. Natomiast w części zachodniej zasilanie jest większe i efektywniejsze. Sieć hydrograficzną zlewni Strzyży tworzy system odwadniający krawędź Pojezierza Kaszubskiego. Sieć wodna posiada cechy charakterystyczne dla początkowego stadium organizacji, przebiegającej w warunkach krajobrazu młodoglacjalnego strefy krawędziowej. Objawia się to istnieniem słabo wykształconej sieci rzecznej z występującymi suchymi dolinami, a także występowaniem obszarów bezodpływowych położonych w zachodniej i południowo-zachodniej części zlewni. Zasadniczą cechą układu hydrograficznego zlewni jest odpływ powierzchniowy. Poza obszarami bezodpływowymi stałe miejsce w krajobrazie zajmują formy erozyjne, którymi płyną cieki stałe. 

## Dopływy

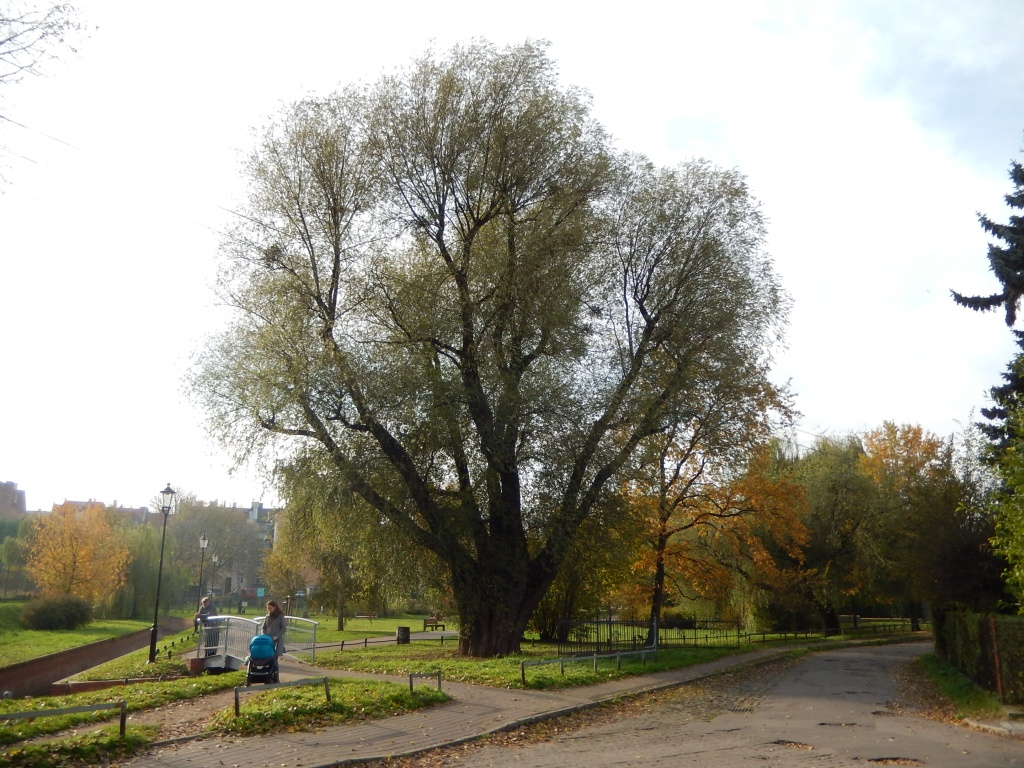
Pomnik przyrody w Parku nad Strzyżą

- Studzienecki Potok
- Potok Matarnicki
- Potok Jasień
- Migowska Struga

## Zbiorniki wodne w zlewni Strzyży
W zlewni Strzyży znajduje się 12 zbiorników wodnych, 9 z nich zlokalizowano na Strzyży, są to (kolejno od ujścia w kierunku źródła):
- Kilińskiego
- Srebrniki
- Potokowa
- Ogrodowa
- Dolne Młyny
- Górne Młyny
- Nowiec II
- Kiełpinek
- Jasień

Na Potoku Królewskim znajduje się zbiornik Wileńska, zaś na Potoku Jasień Wróbla Staw i Jezioro Jasień. 